# Насилля з боку інтимного партнера

Кількість жінок понад 14 років, які пережили фізичне чи сексуальне насильство з боку інтимного партнера за останній рік, 2016

Насильство з боку інтимного партнера (англ. Intimate partner violence, IPV) — це домашнє насильство з боку поточного або колишнього подружжя або партнера в інтимних стосунках. Може включати фізичне, вербальне, емоційне, економічне та сексуальне насильство. ВООЗ визначає IPV як «будь-яку поведінку в інтимних стосунках, яка завдає фізичної, психологічної чи сексуальної шкоди тим, хто у стосунках, включаючи акти фізичної агресії, сексуального примусу, психологічного насильства та поведінки з рисами контролю».

30% жінок у всьому світі віком від 15 років зазнавали фізичного та/або сексуального насильства з боку інтимного партнера (2010). За глобальними оцінками ВООЗ, кількість жінок, які зазнали фізичного або секснасильства з боку інтимного партнера протягом життя, становить 1 з 3. Насильство вчиняють гетеро- та гомо-партнери у різних типах інтимних стосунків, як-от дейтинг, спільне проживання, шлюб; удома чи поза ним.
При цьому чоловіки складають 97% «інтимних терористів», найбільш екстремальної форми зловживання владою і контролем, коли партнер систематично знущається й контролює практично всі аспекти життя партнерки з допомогою довготривалих циклів серйозного насильства, зокрема, чоловіки частіше вчиняють грубі побутові побої і частіше завдають серйозних травм жінкам. Після цього жінкам необхідні медична реабілітація та жіночий прихисток, вони мають ПТСР і проблеми з інтеграцією в ринок праці.
Жінки, відповідно, вчиняють 96% насильницького опору — насильства із самозахисту від інтимного тероризму. «Жорстокий опір» виникає як реакція на початковий напад або захисний механізм після тривалих циклів насильства. При цьому чоловіки рідше повідомляють про домашнє насильство інтимних партнерок.
Найпоширенішою формою партнерського насильства є ситуативне насильство в парі, яке частіше чинять молоді пари, включаючи підлітків (див. Насильство у романтичних стосунках між підлітками) і студентство.
| Регіон                 | Поширеність партнерського насильства |
| ---------------------- | ------------------------------------ |
| Глобально              | 30 %                                 |
| Африка                 | 36.6 %                               |
| Східне Середземномор'я | 37 %                                 |
| Європа                 | 25.4 %                               |
| Південно-Східна Азія   | 37.7 %                               |
| Америка                | 29.8 %                               |
| Східна Азія            | 24.6 %                               |

## Фактори
Елейн Сторкі у своєму комплексному аналізі Scars Across Humanity IVP Academic 2018 доводить, що насильство з боку інтимного партнера є одним з аспектів глобального насильства проти жінок, іншими проявами якого є селективні аборти, калічення вульви, ранні примусові шлюби, вбивства честі, зґвалтування, торгівля людьми, проституція та сексуальне насильство у війні.

### Сексистські установки та гендерні стереотипи
Дослідження, засноване на теорії амбівалентного сексизму, показало, що люди, які схвалюють сексистські погляди, частіше сприймають міфи, які виправдовують насильство з боку інтимного партнера, ніж ті, хто цього не робить. Як учні, так і дорослі зі стереотипним уявленням про ґендерні ролі частіше звинувачують у насильстві постраждалу, ніж ті, хто дотримується збалансованіших поглядів. Два виміри амбівалентного сексизму особливо сприяють нормалізації насильства: мізогінія і мізандрія. Вони обидва сприяють легітимізації партнерського насильства, що, в свою чергу, призводить до недооцінки серйозності насильства.

### Міфи про романтичне кохання
Різні дослідження пов'язують віру в міфи про романтичне кохання з імовірністю здійснення кіберконтролю над партнеркою(-ом) у молоді (18-30 років) і вищим ступенем виправдання партнерського насильства у дорослих. Міфи про романтичне кохання включають: віру в силу любові долати будь-які труднощі, необхідність мати романтичні стосунки для щастя, віру в ревнощі як ознаку кохання, сприйняття кохання як страждання та існування спорідненої душі, яка є єдиним справжнім коханням.

### Економічна нерівність та наркотики
У повідомленні «Національного інституту юстиції» визначено демографічні фактори вчинення партнерського насильства проти жінок. 
- Бідність. Чим нижчий дохід родини, тим вищий рівень насильства з боку інтимного партнера щодо жінки.
- Економічна залежність. Щодо жінок, які народили дітей до 21 року, інтимні партнери вчиняли насильство вдвічі частіше, ніж щодо тих, які не були матерями в цьому віці. Чоловіки, які мали дітей до 21 року, мали втричі більше шансів стати жертвами насильства, ніж чоловіки, які не були батьками в цьому віці.

- Наркоманія. Багато чоловіків-кривдників зловживають психоактивними речовинами. Понад дві третини чоловіків, які вчинили або замахнулися на вбивство партнерки, вживали алкоголь, наркотики або і перше, і друге, під час інциденту. Серед потерпілих подібне робили менше чверті осіб.

## Наслідки
Вплив партнерського насильства на жіноче здоров'я, за Національним інститутом юстиції.
- Руйнування здоров'я жінок. Внаслідок насильства багато постраждалих мають психічні розлади. Майже половина жінок, які повідомили про серйозне домашнє насильство, відповідають критеріям важкої депресії; 24 % страждають від посттравматичного стресового розладу, 31 % — від тривоги.[23] Наслідки фізичного або сексуального терору включають хронічний біль, шлунково-кишкові та гінекологічні проблеми, депресію, посттравматичний стресовий розлад і смерть.[24] Іншими наслідками для психічного здоров'я є тривога, зловживання психоактивними речовинами та низька самооцінка.
- Безробіття. Насильство з боку інтимного партнера заважає жінці знайти роботу. Дослідження отримувачок допомоги «AFDC»[en] довело зв'язок домашнього насильства з загальною моделлю зниження стабільності роботи.

## Типи
- Фізичне насильство
- Зґвалтування у шлюбі та інше сексуальне насильство в союзі
- Психологічне насильство
- Економічне насильство
- Патологічна влада та контроль (ізоляція, переслідування, кіберсталкінг)

Майкл П. Джонсон виводить 4 типи партнерського насильства («типологія Джонсона»), що підтверджується подальшими дослідженнями та оцінками. Розрізняють типи насильства, мотиви кривдників і соціальний і культурний контекст на основі моделей численних інцидентів і мотивів кривдника. Центри контролю за захворюваннями США також поділяють домашнє насильство на види.

### Інтимний тероризм
«Інтимний тероризм», або «насильство з примусовим контролем» (англ. coercive controlling violence, CCV): «Один партнер, як правило, чоловік, контролює практично всі аспекти життя жертви, як правило, жінки». У 2001 році Джонсон повідомив, що 97% «інтимних терористів» були чоловіками. Партнер використовує примусовий контроль і владу, погрози, залякування та ізоляцію, систематично чинячи серйозне фізичне та психологічне насильство з метою контролю над партнеркою.
Насильство може включати сексуальний, садистський контроль, економічне, фізичне, емоційне та психологічне насильство, і ці види зазвичай комбінуються. «Інтимний тероризм» загострюється з часом: серйозність зростає з кількома інцидентами, особливо якщо насильство має різні форми. Якщо жорстоке поводження більш серйозне, воно, швидше за все, матиме хронічні наслідки для постраждалих, оскільки довгострокові наслідки насильства накопичуються. Оскільки цей тип насильства є екстремальним, жінки, які пережили «інтимний терор», потребують медичних послуг і жіночих притулків. Наслідки фізичного або сексуального терору включають хронічний біль, шлунково-кишкові та гінекологічні проблеми, депресію, посттравматичний стресовий розлад і смерть. Іншими наслідками для психічного здоров'я є тривога, зловживання психоактивними речовинами та низька самооцінка.
До «терористичного насильства» частіше вдаються свідки жорстокого поводження або жорстокого виховання в дитинстві, ніж ті, хто бере участь у ситуативному насильстві в парах. «Інтимні терористи» поділяються на два типи: «загалом насильницькі-антисоціальні» (люди із загальними психопатичними і агресивними нахилами) та «дисфоричні-межові» (люди, емоційно залежні від стосунків). Насильство в парах часто здійснюється як спосіб контролю/влади над партнеркою, навіть якщо цей вид насильства не є найпоширенішим.

### Насильницький опір
Насильницький опір — це насильство постраждалих щодо «інтимних терористів» як форма самозахисту. 96% «жорстокого опору» – жінки. «Жорстокий опір» може виникнути як реакція на початковий напад або захисний механізм після тривалих циклів насильства. Ця форма опору може стати фатальною, якщо жертва відчуває, що її єдиний вихід — це вбити партнера.

### Ситуативне насильство
Ситуативне (типове) насильство в парах зазвичай не пов'язане із динамікою контролю і виникає під час суперечки в результаті емоційного вигорання, станів агресії чи роздратування, коли один або обоє партнерів доходять до фізичних дій, наприклад, пошкодження речей. Це найпоширеніша форма партнерського насильства, особливо в західному світі та серед молодих пар, і вона зачіпає майже однаково жінок і чоловіків. Серед студентів коледжу приблизно 56% вчиняють чоловіки, а 44% жінки. Вважається, що приблизно 50% пар зазнають ситуативного насильства в стосунках.
«Ситуативне насильство» в парі передбачає:
- Режим: від помірно агресивної поведінки — наприклад, кидання предметів; до більш агресивної (штовхання, ляпаси, укуси, удари, подряпини, тягання за волосся).
- Частоту: рідше, ніж «партнерський тероризм», трапляється час від часу, зазвичай під час сварки чи незмоги узгодити питання, яке хвилює обох.
- Ступінь тяжкості: рідко переростає у більш серйозні форми, як правило, не включає травми, які були серйозними або які спричинили госпіталізацію одного з партнерів.
- Взаємність: насильство може однаково проявлятися будь-ким у стосунках, незалежно від віку, статі та сексуальної орієнтації.
- Намір: виникає через гнів або розчарування, а не як засіб отримати контроль і владу[en].